# Verwaltungsvorschriften im Internet
Verwaltungsvorschriften im Internet ist eine von der deutschen Bundesregierung und des Bundesinnenministerium zusammen mit juris betriebene Website, die Volltexte der Verwaltungsvorschriften der obersten Bundesbehörden veröffentlicht.
Neben dieser Datenbank existiert die Website Gesetze im Internet, die jedoch separat geführt wird, da Verwaltungsvorschriften keine Rechtsnormen im eigentlichen Sinne sind.

## Geschichte
Zum 1. Oktober 2006 stand die Website erstmals Behördenangehörigen zur Verfügung. Am 27. November 2007 wurde sie auch für die allgemeine Öffentlichkeit freigeschaltet.